# LongHaul
VIA LongHaul是威盛电子的CPU所使用的一种节能技术。通过执行专门的指令，该技术可以精细控制内核频率及内核电压，这些控制可以在系统运行时根据CPU的负载进行自动调整。
当时期其他同类技术一般只有正常（全速）和节能（低速）两个状态的切换，而LongHaul可以在其中浮动变化，是一个显著的差异点。
LongHaul有3个版本：
- 版本1：仅支持动态频率调整，并在Cyrix III Samuel (C5A) 内核和C3 Samuel 2 (C5B) 步进0内核中实现。
- 版本2：增加了电压调整，并在C3 Samuel 2 (C5B) 步进1-7和Ezra (C5C) 核心中实现。
- 版本3：更名为PowerSaver，并在C3 Ezra-T (C5N) 和Nehemiah内核以及 C7 Esther (C5J) 内核中实现。但C7-D的某些变体不支持PowerSaver。

## 支持的型号
- Cyrix III（英语：Cyrix III）（部分型号）
- VIA C3
- VIA C7
- VIA Nano